# Nancy Yeargin
Nancy Yeargin (Greenville, 22 maggio 1955) è un'ex tennista statunitense.

## Carriera
Ha disputato i quarti di finale al DFS Classic 1983 e al Virginia Slims of Indianapolis 1984, nei tornei dello Slam ha raggiunto il terzo turno agli US Open 1982 dove è stata sconfitta da Martina Navrátilová. Nel doppio femminile ha raggiunto una finale al Virginia Slims of Pennsylvania 1984 ed è arrivata al terzo turno di Wimbledon in due diverse occasioni.
Nel 1982 le è stato assegnato lo Sportmanship Award dalla WTA.

## Statistiche

### Doppio

#### Finali perse (1)
| No. | Data           | Torneo                                  | Superficie | Compagna        | Avversarie in finale               | Punteggio |
| 1.  | 9 gennaio 1984 | Virginia Slims of Pennsylvania, Hershey | Sintetico  | Ann Henricksson | Kateřina Böhmová Marcela Skuherská | 1–6, 3–6  |